# Рубежанский сельский совет
 Рубежа́нский либо Рубе́жненский  се́льский сове́т (укр. Рубіжненська сільська рада) входил до 2020 года в состав
Волчанского района Харьковской области
Украины.
Административный центр сельского совета находился в
селе Рубежное.

## История
- 1919 — дата образования Рубежанского Совета депутатов трудящихся в составе Волчанского уезда Харьковской губернии Украинской Советской Советской Социалистической Республики.
- С 1923 года — в составе Харьковского округа, с 1932 — Харьковской области УССР.
- После 17 июля 2020 года в рамках административно-территориальной «реформы» по новому делению Харьковской области[8][9] Рубежанский сельский совет, как и весь Волчанский район Харьковской области, был упразднён; входящие в него населённые пункты и его территории присоединены к … территориальной общине Чугуевского(?) (Харьковского(?) района.
- Сельсовет просуществовал 101 год.

## Населённые пункты совета
- с. Рубе́жное
- с. Байра́к
- с. Варва́ровка
- с. Ве́рхний Са́лтов
- с. Заму́ловка
- с. Укра́инка